# Старые Карачи
Старые Карачи — село в Чановском районе Новосибирской области. Входит в состав Старокарачинского сельсовета.

## География
Площадь села — 79 гектаров.

## Население
| 2002 | 2007 | 2010 |
| ---- | ---- | ---- |
| 746  | ↗761 | ↘592 |

## Инфраструктура
В селе по данным на 2007 год функционируют 1 учреждение здравоохранения и 2 учреждения образования.

## Археология
В 1975 году близ села Старые Карачи В. И. Молодиным был найден меч общей длиной 96 см.